# Sylvestre Huet
Pour les articles homonymes, voir Huet.
Sylvestre Huet (prononcé [sil.vɛstʁ ɥɛt]), né le 29 octobre 1958, est un journaliste français spécialisé dans les sujets scientifiques. Il a collaboré avec les quotidien Libération, Le Monde et l'Humanité.

## Biographie
Diplômé de l'université Panthéon-Sorbonne en histoire[réf. souhaitée], Sylvestre Huet est journaliste depuis 1983 et spécialisé en sciences depuis 1986[réf. souhaitée].
À partir de 1995, il travaille pour Libération et, en 2008, démarre le blog {sciences²} hébergé sur le site du quotidien et portant sur les sciences et les technologies. Le 29 janvier 2016, il annonce son départ du journal et par conséquent la fin du blog après sept ans et plus de 25 millions de connexions.
Le 3 mai 2016[réf. souhaitée], le blog reprend sous le même titre, hébergé cette fois par la plateforme de blogging du quotidien Le Monde.
Depuis 2022, il tient une chronique scientifique hebdomadaire dans L'Humanité.

## Engagements

### Engagement scientifique
Sylvestre Huet a été président de l'Association des journalistes scientifiques de la presse d'information en 2012-2013.
Il s'est engagé contre plusieurs chercheurs défendant des thèses climatosceptiques tels que Claude Allègre et Vincent Courtillot. Il s'est par ailleurs positionné pour défendre l'idée que le nucléaire civil peut difficilement être abandonné par les pays qui l'ont développé dans le contexte la lutte contre le changement climatique,. Il a également pris parti dans le dossier des controverses autour des cultures OGM, en particulier lors des polémiques suscitées par les études de toxicologie menées par Gilles-Éric Séralini.

### Engagement politique
En 2012, il soutient Jean-Luc Mélenchon, candidat du Front de gauche à l'élection présidentielle[réf. souhaitée].
En 2022, il soutient Fabien Roussel, candidat du PCF à l'élection présidentielle.

## Œuvres
- Sciences : les Français sont-ils nuls ? (avec Jean-Paul Jouary), Jonas éditeur, 1989, 140 p.  (ISBN 978-2-9071-4505-3)
- Quel climat pour demain ?, Calmann-Lévy, 2000, 236 p.  (ISBN 978-2-7021-3147-3)
- Climax : un climat sous influence, Éditions Adam Biro, 2003, 230 p.  (ISBN 978-2-8766-0388-2)
- L'imposteur, c'est lui : réponse à Claude Allègre, Stock, 2010, 196 p.  (ISBN 978-2-2340-6488-1)
- Changement climatique : les savoirs et les possibles (avec Hervé Le Treut, Olivier Godard et Jérôme Chapellaz), La ville brûle, 2010, 240 p.  (ISBN 978-2-3601-2007-9).
- Nucléaire : quels scénarios pour le futur (avec Michel Chatelier, Patrick Criqui et Daniel Heuer), La ville brûle, 2012, 224 p.  (ISBN 978-2-3601-2017-8)
- Les dessous de la cacophonie climatique, La ville brûle, 2015, 144 p.  (ISBN 978-2-36012-062-8)
- Fessenheim, visible/invisible, avec le photographe Eric Dexheimer, Loco éditions, 2017, 176 p.  (ISBN 978-2-919507-63-4)
- Le climat en 100 questions, avec le climatologue Gilles Ramstein, Éditions Tallandier, 2020, 382p.  (ISBN 979-1-02104-107-3)
- Le Giec : Urgence climat • Le rapport incontestable expliqué à tous, 272 pages, Éditions Tallandier, 2023   (ISBN 979-1-02105-467-7)
- Croquis de sciences, 213 pages, Éditions de l'Humanité, 2024  (ISBN 978-2-902174-72-0)

## Récompenses et distinctions
- 2012 : Prix Diderot-Curien[10], également reçu par Stéphane Foucart.
- 2019 : prix de l'information scientifique à destination du public décerné par l'Académie d'agriculture[11] pour un article consacré à la conclusion de la controverse scientifique déclenchée par l'étude de Gilles-Éric Séralini sur des rats nourris avec des maïs génétiquement modifiés pour tolérer l'herbicide au glyphosate Roundup[12].